# Vichren
Vichren je nejvyšší vrchol pohoří Pirin, druhý nejvyšší vrchol v Bulharsku (nejvyšší je Musala 2925 m v masivu Rila) a třetí nejvyšší na Balkáně (2. nejvyšší je Mytikas 2917 m v pohoří Olymp, Řecko). Vichren působí masivně a elegantním, působivým tvarem zcela ovládá okolí a celý Severní Pirin.
Vichren je situovaný v severozápadní části Pirinského masivu. Společně se sousedním vrcholem Kutelo (2908 m) (druhý nejvyšší vrchol Pirinu) tvoří klasickou scenérii pohoří. Štít je monumentální z jakékoli světové strany. Jižní stěna spadá k soustavě jezer Vlahinski Ezera, východní srázy ovládají o 2000 m hlouběji údolí Banderica, na jejímž horním konci stojí Chata Vichren (1950 m). Západní svah je umístěn nad sedlem mezi Vichrenem a Kutelo. Nejpůsobivější je ale severní stěna.

## Výstup
Nejstarší chata pohoří - Banderica (1770 m) je nejčastějším výchozím bodem při výstupu na Vichren. K ní se lze dostat po poměrně slušné cestě z Banska (18 km, 4 hod.), kde lze využít i veřejnou dopravu. Na vrchol to od chaty trvá 3 hod. Od chaty Vichren (1950 m), stojící asi 3/4 hod., od Banderice máme ještě možnost kromě samotného Vichrenu, vystoupit na vrcholy Končeto (2780 m, 3,5 hod.) nebo Todorin vrch (2746 m, 3 hod.).
- Jižní výstup

Výchozí bod je Chata Vichren (1950 m), pod východní stěnou Vichrenu. V průběhu celé cesty jdeme otevřeným prostorem již v nadlesním pásmu. Po asi 30 min. cesta míjí skalnatou část masivu Vichren s rozhledem na Vlahinjski Ezera (jezera) pod námi. Posléze stezka dosahuje plató Vihrenski Preslap a po hodině lehké turistiky dosahuje k sedlu, odkud pokračuje přímo po hřebeni na vrchol. Tento úsek není nebezpečný a neobsahuje žádná exponovaná místa jak by se mohlo zdát.
Délka: Chata Vichren – jižní sedlo Vichrenu – Vichren, vrchol: 3 hod.
- Severní výstup

Druhá možnost jak dosáhnout vrcholu Vichrenu je právě ze severovýchodu. Během této cesty můžeme pozorovat mohutnou severní stěnu. Jdeme poprvé popsanou cestou na Vichren. Míjíme sedlo mezi Kutelo a Vichren ve výšce asi 2600 m, odkud začíná výstup severním ramenem na vrchol. Na této cestě se již setkáme s lehce exponovanými úseky a tudíž ho nelze doporučit úplným začátečníkům. Speciálně ke konci podzimu, v zimě a v brzkém jaru, kdy je hřeben ještě pod sněhem a ztěžuje tak postup. Ze sedla pokračuje cesta vlevo a po 40 min. dosahuje vrcholu. Stezka vyžaduje znalost lehkého lezení v obtížnosti I.UIAA. Nejsou zde větší technické problémy, ale skály mohou být kluzké, například po dešti.
Délka: Chata Vichren – sedlo mezi Vichren/Kutelo – Vichren vrchol: 3.15 hod. - 3.45 hod.
Při návštěvě Banska (10 000 obyv.) je dobré zastavit se u místní přírodní atrakce Baikushevata Mura, což je starověká Makedonská sosna, která je 1300 let stará. Nalezneme ji po cestě z Banska na chatu Vichren, asi 10 minut od chaty Banderica po pravé straně.
Optimální doba pro výstup na Vichren je od poloviny června do poloviny září, kdy jsou hory bez sněhu. Jinak se ale dá lézt na vrchol po celý rok.

## Galerie

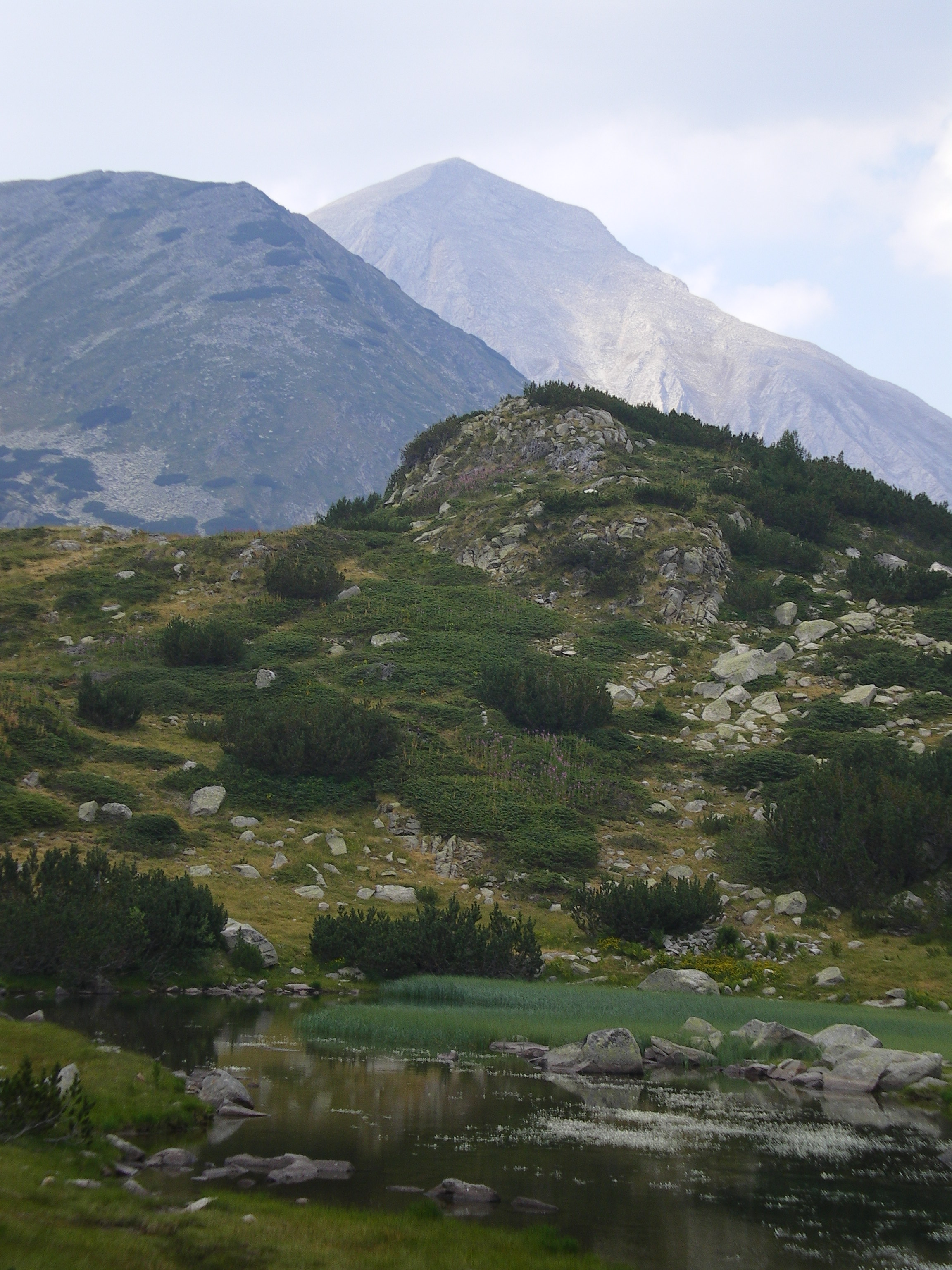
Od jezera Bandarica

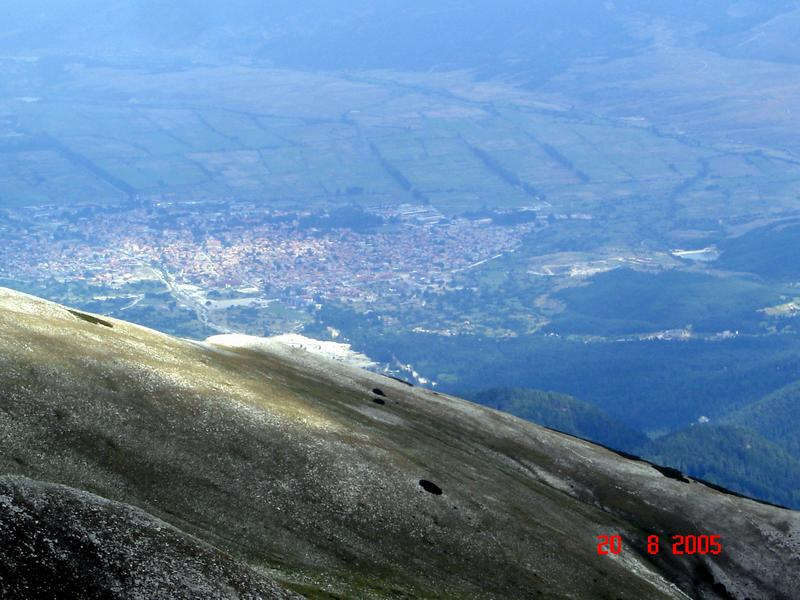
Bansko ze svahu Vichrenu

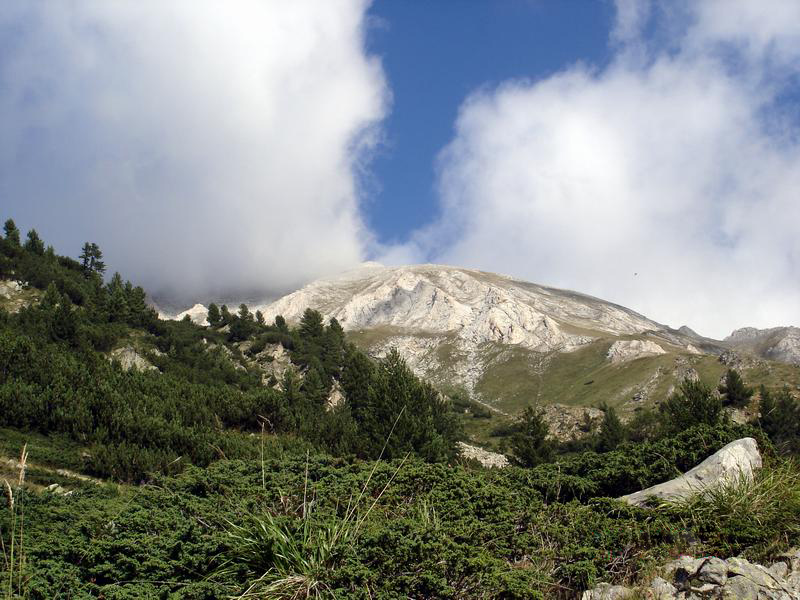
Od chaty Vichren

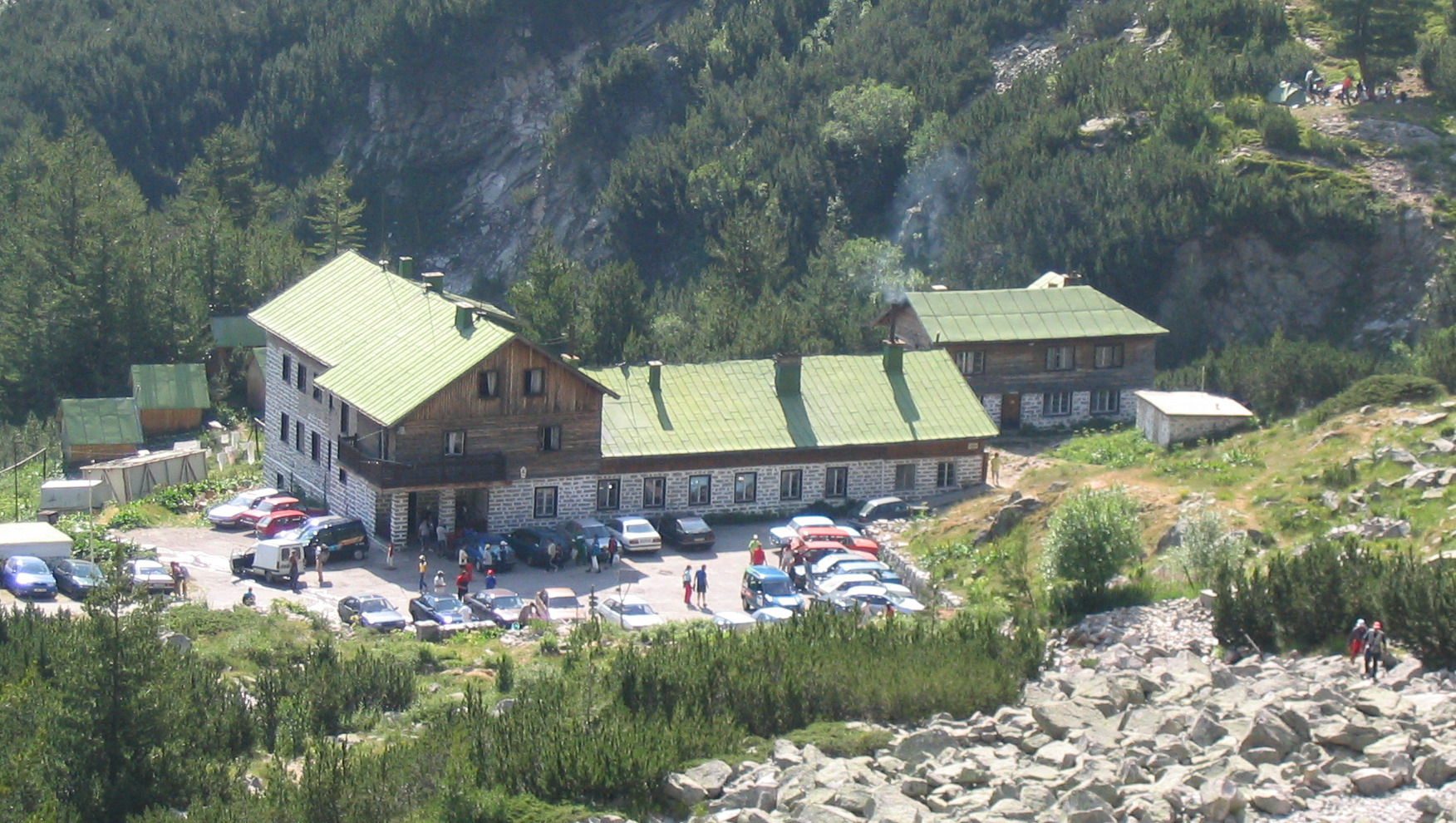
Chata Vichren